# ده گمی
ده گمی، روستایی از توابع بخش بزمان شهرستان ایرانشهر در استان سیستان و بلوچستان ایران است.

## جمعیت
این روستا در دهستان آب رئیس قرار دارد و براساس سرشماری مرکز آمار ایران در سال ۱۳۸۵، جمعیت آن ۳۸ نفر (۸خانوار) بوده‌است.